# Huawei P10 lite
Huawei P10 lite — смартфон, розроблений компанією Huawei, що є спрощеною версією Huawei P10. Був представлений 17 березня 2017 року. В Китаї смартфон продається як Huawei Nova Youth.

## Дизайн
Задня панель та екран виконані зі скла. Бокова чатисна виконана з алюмінію.
Знизу розташований роз'єм microUSB, динамік та мікрофон. Зверху розміщені 3.5 мм аудіороз'єм та другий мікрофон. З лівого боку в залежності від версії розташований слот під 1 SIM-картку або гібридний слот під 2 SIM-картки або 1 SIM-картку і карту пам'яті формату microSD до 256 ГБ. З правого боку розміщені кнопки регулювання гучності та кнопка блокування смартфону. Сканер відбитків пальців знаходиться на задній панелі.
Huawei P10 lite продавався в 4 кольорах: чорному (Graphite Black), білому (Pearl White), золотому (Platinum Gold) та синьому (Sapphire Blue).

## Технічні характеристики

### Платформа
Смартфон отримав процесор HiSilicon Kirin 658 та графічний процесор Mali-T830 MP2.

### Батарея
Батарея отримала об'єм 3000 мА·год та підтримку швидкої зарядки потужністю 18 Вт.

### Камера
Смартфон отримав основну камеру з роздільністю 12 Мп, світлосилою f/2.2 та фазовим автофокусом і фронтальну камеру з роздільністю 8 Мп та світлосилою f/2.0. Основна та фронтальна камери вміють записувати відео в роздільній здатності 1080p@30fps

### Екран
Екран LTPS LCD, 5.2", FullHD (1920 × 1080) зі щільністю пікселів 424 ppi та співвідношенням сторін 16:9.

### Пам'ять
Смартфон продавався в комплектаціях 3/32, 4/32 та 4/64 ГБ.

### Програмне забезпечення
Смартфон був випущений на EMUI 5.1 на базі Android 7.0 Nougat. Був оновлений до EMUI 8 на базі Android 8.0 Oreo.